# Pleurostachys distichophylla
Pleurostachys distichophylla là loài thực vật có hoa trong họ Cói. Loài này được (Boeckeler) C.B.Clarke miêu tả khoa học đầu tiên năm 1908.